# Oxholm (adelsslægt)
 Denne artikel omhandler adelsslægten Oxholm. Opslagsordet har også en anden betydning, se Oksholm.
Oxholm er nulevende dansk adelsslægt tilhørende sværd- og lavadelen. I 1800-tallet var slægten via høje embeder ved hoffet tæt knyttet til kongehuset.

## Våben
Et på grøn jord stående sølv tårn, belagt med et sølv ankerkors og forsynet med en halv nedtrukken gitterport, i blåt felt, på hjelmen en halv rød okse.

## Historie
Slægten nedstammer fra mønsterskriver og krigsråd Lorentz Oxholm (1702 eller 1714-1768), der var fader til generalguvernør i Dansk Vestindien, generalløjtnant Peter Lotharius Oxholm (1753-1827), hvis børn ved patent af 24. juni 1840 optoges i den danske adel med ovenstående våben. Blandt Peter Lotharius Oxholms børn skal nævnes regeringsråd i Vestindien, generalmajor, kammerherre Frederik Thomas Oxholm (1801-1871), forstkandidat, kammerjunker Carl Arthur O'Neill Oxholm (1804-1839), der gik i spansk tjeneste, og som udmærkede sig i Garlistkrigen, hvor han avancerede til brigadeoberst og blev dødelig såret, overkammerherre Waldemar Tully Oxholm (1805-1876), kaptajn, kammerherre Harald Peter Oxholm til Tårnholm (1807-1869), hvilken ejendom var i slægtens besiddelse indtil 1923, og endelig generalmajor, kammerherre Oscar O'Neill Oxholm til Rosenfeldt (1809-1871).
Kammerherre Harald Peter Oxholm til Tårnholm var fader til kammerherre og hofjægermester Alexander Georg Tully Oxholm (1844-1908), som var fader til hofjægermester og kammerjunker Harald Peter Jørgen Valdemar Oxholm (1872-1925).
Kammerherre Oscar O'Neill Oxholm til Rosenfeldt var fader til kammerherre Carl Arthur George O'Neill Oxholm (1843-1914, gift med Sophie Marguerite Oxholm, født Bech), som overtog Rosenfeldt, og til jagtjunker Fritz Johan George O'Neill Oxholm (1850-1878), der 1877 gik i russisk krigstjeneste, og som hædredes med Sankt Georgs Orden for udvist tapperhed i den tyrkiske krig, hvor han blev dødelig såret. En yngre søn, cand.polit. Oscar Siegfried Christian O'Neill Oxholm (1855-1926) blev ceremonimester hos kong Christian IX 1890, var hofmarskal hos samme 1898-1906 og udnævntes endelig 1918 til overkommerherre. Han har taget meget del i Indre Missions arbejde. Hans søn Oscar O'Neill Oxholm (1889-1949) var diplomat.

### Ikke-adelig linje
Lorentz Oxholm (1702 - 1768) havde også sønnen Lorentz Alexander Oxholm, som var kammerråd og premierløjtnant (1749-1825). Med ham begynder en ikke-adlet linje af slægten. Hans søn, præst på St. Croix Jørgen Nicolaus Oxholm (1784-1849), var fader til postmester, kaptajn Lorentz Lotharius Jørgen Oxholm (1817-1889), som var fader til Waldemar Henry Theodor Oxholm (1868-1945), der blev amtmand og minister.